# Секунда – Дурбан
Секунда — Дурбан — газопровід у Південно-Африканській Республіці, створений для постачання штучного газоподібного палива з вуглехімічного комплексу Секунда.
З 1980-х років у Секунді продукували «багатий на метан газ» (methane rich gas), який містить метан (від 82 до 94 %) та інші горючі гази, отримані в процесі газифікації, а також азот та аргон (до 16 %). Теплотворна здатність такого палива становить від 33,5 до 37,9 МДж/м3 та не поступається природному газу.
Одним із напрямків поставок цього палива став південний, де у 1995 році переобладнали під газ продуктопровід компанії Transnet, котрий мав власну назву Lily pipeline. Спершу він прямує до розташованого неподалік узбережжя Емпагені, після чого повертає на південний захід та слідує паралельно Індійському океану до Дурбана (газорозподільчу мережу в останньому облаштували у 2000 році). Від Емпагені існує відгалуження до розташованого неподалік іншого великого портового міста Ричардс-Бей.
Загальна довжина цієї системи, виконаної в діаметрах 400 та 450 мм, складає біля 600 км, а робочий тиск 5,4 МПа. Для підтримки останнього в Секунді спорудили компресорну станцію.
Після того як в 2004 році через Секунду почали постачати доставлений по газопроводу Темане – Секунда мозамібцький природний газ, останній почав витісняти штучне паливо. Втім, станом на 2014 рік через трубопровід до Дурбану все ще транспортувалась продукція вуглехімічного комплексу.